# Preußen Breslau
Preußen Breslau – niemiecki klub sportowy piłki nożnej z siedzibą we Wrocławiu, działający w latach 1902–1945.

## Historia
Klub został założony 15 grudnia 1902. Początkowo występował w rozgrywkach Südostdeutscher Fussball Verband (Południowo-wschodniego Niemieckiego Związku Piłkarskiego). W sezonie 1912/13 klub pokonał Britannię Posen 1:0 w meczu kwalifikacyjnym o awans do rozgrywek pucharowych o mistrzostwo Niemiec. W półfinale przegrał z Askanią Forst 1:2, ale oprotestował wynik i mecz był powtórzony. Jednak i w powtórzonym meczu Askania na wyjeździe pokonała 2:1 wrocławian. W 1913 połączył się z klubem Verein Breslauer Sportfreunde, który do 1911 roku nazywał się SC 1904 Breslau, tworząc klub Vereinigte Breslauer Sportfreunde, który w 1945 został rozwiązany.